# Élections législatives de 2022 dans les Bouches-du-Rhône
Les élections législatives françaises de 2022 se déroulent les 12 et 19 juin 2022. Dans les Bouches-du-Rhône, seize députés sont à élire dans le cadre de seize circonscriptions.

## Contexte

### Résultats de l'élection présidentielle de 2022 par circonscription
| Circonscription | 1er tour | 1er tour | 1er tour  |         | 2d tour | 2d tour |
| Circonscription | Macron   | Le Pen   | Mélenchon | Macron  | Le Pen  |         |
| --------------- | -------- | -------- | --------- | ------- | ------- | ------- |
| Circonscription |          |          |           |         |         |         |
| 1re             | 23,43 %  | 27,78 %  | 20,75 %   | 49,95 % | 50,05 % |         |
| 2e              | 31,45 %  | 17,14 %  | 18,55 %   | 65,06 % | 34,94 % |         |
| 3e              | 19,23 %  | 27,29 %  | 29,78 %   | 50,75 % | 49,25 % |         |
| 4e              | 17,12 %  | 10,37 %  | 54,42 %   | 76,58 % | 23,42 % |         |
| 5e              | 23,55 %  | 16,52 %  | 32,76 %   | 66,18 % | 33,82 % |         |
| 6e              | 24,66 %  | 24,47 %  | 22,44 %   | 54,90 % | 45,10 % |         |
| 7e              | 14,06 %  | 20,38 %  | 52,18 %   | 60,55 % | 39,45 % |         |
| 8e              | 23,31 %  | 29,68 %  | 18,83 %   | 47,43 % | 52,57 % |         |
| 9e              | 23,03 %  | 28,58 %  | 19,42 %   | 47,97 % | 52,03 % |         |
| 10e             | 23,12 %  | 30,86 %  | 16,33 %   | 45,92 % | 54,08 % |         |
| 11e             | 27,69 %  | 23,18 %  | 19,59 %   | 57,32 % | 42,68 % |         |
| 12e             | 19,33 %  | 35,29 %  | 18,14 %   | 40,71 % | 59,29 % |         |
| 13e             | 16,70 %  | 32,50 %  | 24,75 %   | 41,40 % | 58,60 % |         |
| 14e             | 28,86 %  | 19,81 %  | 21,19 %   | 61,22 % | 38,78 % |         |
| 15e             | 23,07 %  | 30,68 %  | 16,03 %   | 45,93 % | 54,07 % |         |
| 16e             | 18,79 %  | 31,25 %  | 20,33 %   | 44,65 % | 55,35 % |         |

## Système électoral
Les élections législatives ont lieu au scrutin uninominal majoritaire à deux tours dans des circonscriptions uninominales.
Est élu au premier tour le candidat qui réunit la majorité absolue des suffrages exprimés et un nombre de voix au moins égal au quart (25 %) des électeurs inscrits dans la circonscription. Si aucun des candidats ne satisfait ces conditions, un second tour est organisé entre les candidats ayant réuni un nombre de voix au moins égal à un huitième des inscrits (12,5 %) ; les deux candidats arrivés en tête du premier tour se maintiennent néanmoins par défaut si un seul ou aucun d'entre eux n'a atteint ce seuil. Au second tour, le candidat arrivé en tête est déclaré élu.
Le seuil de qualification basé sur un pourcentage du total des inscrits et non des suffrages exprimés rend plus difficile l'accès au second tour lorsque l'abstention est élevée. Le système permet en revanche l'accès au second tour de plus de deux candidats si plusieurs d'entre eux franchissent le seuil de 12,5 % des inscrits. Les candidats en lice au second tour peuvent ainsi être trois, un cas de figure appelé « triangulaire ». Les second tours où s'affrontent quatre candidats, appelés « quadrangulaire » sont également possibles, mais beaucoup plus rares.

### Partis et nuances
Les résultats des élections sont publiés en France par le ministère de l'Intérieur, qui classe les partis en leur attribuant des nuances politiques. Ces dernières sont décidées par les préfets, qui les attribuent indifféremment de l'étiquette politique déclarée par les candidats, qui peut être celle d'un parti ou une candidature sans étiquette.
En 2022, seules les coalitions Ensemble (ENS) et Nouvelle Union populaire écologique et sociale (NUP), ainsi que le Parti radical de gauche (RDG), l'Union des démocrates et indépendants (UDI), Les Républicains (LR), le Rassemblement national (RN) et Reconquête (REC) se voient attribuer  une nuance propre,,.
Tous les autres partis se voient attribuer l'une ou l'autre des nuances suivantes : DXG (divers extrême gauche), DVG (divers gauche), ECO (écologiste), REG (régionaliste), DVC (divers centre), DVD (divers droite), DSV (droite souverainiste) et DXD (divers extrême droite). Des partis comme Debout la France ou Lutte ouvrière ne disposent ainsi pas de nuance propre, et leurs résultats nationaux ne sont pas publiés séparément par le ministère, car mélangés avec d'autres partis (respectivement dans les nuances DSV et DXG),.

## Résultats

### Analyse
L'abstention est massive au premier tour, la 7e circonscription détient le taux d'abstention le plus élevé de France.
Le Rassemblement national emporte six des seize circonscriptions du département alors qu'il n'en détenait auparavant aucune depuis le scrutin proportionnel de 1986.
Les Républicains qui détenaient auparavant cinq circonscriptions disparaissent de la représentation législative des Bouches-du-Rhône, un résultat qualifié par Guy Teissier, député sortant et ne se représentant pas, de « douche froide ». Le député sortant Éric Diard, seul qualifié pour le second tour, subit une défaite en duel face au candidat Rassemblement national Franck Allisio dans la douzième circonscription.
La victoire de l'extrême droite dans la troisième circonscription couvrant une partie des quartiers nord de Marseille concentre une attention particulière. Gisèle Lelouis y bat le candidat de la NUPES Mohamed Bensaada avec 54,96% des suffrages exprimés alors que ce dernier était arrivé en tête du premier tour. L'importance de l'abstention (62,86%) a été évoquée comme facteur explicatif de ce résultat, notamment dans sa dimension différentielle. Pour le géographe Sylvain Manternach "La différence de participation était beaucoup trop grande entre les cités HLM et les copropriétés dégradées où les Insoumis ont enregistré des résultats records  et les quartiers pavillonnaires qui ont voté pour la candidate frontiste." L'importance de l'abstention est d'ailleurs dénoncée par le candidat insoumis défait comme "quelque chose d'insultant pour nous". Certains commentateurs ont également évoqué une "explosion du front républicain" en s'appuyant sur la faible dynamique du candidat NUPES dans les bureaux de vote favorable à la coalition présidentielle Ensemble. En effet, la députée sortante Agir Alexandra Louis éliminée au premier tour n'avait pas donné de consigne de vote en vue du second tour. Pour le Sylvain Manternach, "Cette circonscription illustre combien le front républicain s’effrite fortement quand il s’agit pour des électeurs de droite de soutenir un élu de gauche, en particulier d’origine maghrébine."

### Élus
| Circonscription                                 | Député sortant            | Parti | Parti      | Groupe | Député élu ou réélu          | Parti | Parti    | Groupe |
| ----------------------------------------------- | ------------------------- | ----- | ---------- | ------ | ---------------------------- | ----- | -------- | ------ |
| 1re                                             | Julien Ravier *           |       | LR         | LR     | Sabrina Agresti-Roubache     |       | LREM     | RE     |
| 2e                                              | Claire Pitollat           |       | LREM       | LREM   | Claire Pitollat              |       | LREM     | RE     |
| 3e                                              | Alexandra Louis           |       | Agir       | AE     | Gisèle Lelouis               |       | RN       | RN     |
| 4e                                              | Jean-Luc Mélenchon *      |       | LFI        | LFI    | Manuel Bompard               |       | LFI      | LFI    |
| 5e                                              | Cathy Racon-Bouzon        |       | LREM       | LREM   | Hendrik Davi                 |       | LFI - E! | LFI    |
| 6e                                              | Guy Teissier *            |       | LR         | LR     | Lionel Royer-Perreaut        |       | LREM     | RE     |
| 7e                                              | Saïd Ahamada              |       | TdP - LREM | LREM   | Sébastien Delogu             |       | LFI      | LFI    |
| 8e                                              | Jean-Marc Zulesi          |       | LREM       | LREM   | Jean-Marc Zulesi             |       | LREM     | RE     |
| 9e                                              | Bernard Deflesselles *    |       | LR         | LR     | Joëlle Mélin                 |       | RN       | RN     |
| 10e                                             | François-Michel Lambert * |       | LEF        | LT     | José Gonzalez                |       | RN       | RN     |
| 11e                                             | Mohamed Laqhila           |       | MoDem      | MoDem  | Mohamed Laqhila              |       | MoDem    | DEM    |
| 12e                                             | Éric Diard                |       | LR         | LR     | Franck Allisio               |       | RN       | RN     |
| 13e                                             | Pierre Dharréville        |       | PCF        | GDR    | Pierre Dharréville           |       | PCF      | GDR    |
| 14e                                             | Anne-Laurence Petel       |       | LREM       | LREM   | Anne-Laurence Petel          |       | LREM     | RE     |
| 15e                                             | Bernard Reynès            |       | LR         | LR     | Romain Baubry                |       | RN       | RN     |
| 16e                                             | Monica Michel *           |       | LREM       | LREM   | Emmanuel Taché de la Pagerie |       | RN       | RN     |
| * député sortant ne se représentant pas en 2022 |                           |       |            |        |                              |       |          |        |

### Résultats à l'échelle du département

#### Résultats par coalition
| Parti et coalition                                           | Parti et coalition                                           | Parti et coalition                             | Premier tour | Premier tour | Premier tour | Second tour   | Second tour   | Second tour | Total Sièges  | +/-           |  |
| Parti et coalition                                           | Parti et coalition                                           | Parti et coalition                             | Voix         | %            | Sièges       | Voix          | %             | Sièges      | Total Sièges  | +/-           |  |
| ------------------------------------------------------------ | ------------------------------------------------------------ | ---------------------------------------------- | ------------ | ------------ | ------------ | ------------- | ------------- | ----------- | ------------- | ------------- |  |
|                                                              |                                                              | La France insoumise (LFI)                      | 80 348       | 13,07        | 0            | 82 836        | 14,68         | 2           | 2             | 1             |  |
|                                                              | Parti socialiste (PS)                                        | 25 944                                         | 4,22         | 0            | 17 077       | 3,03          | 0             | 0           | en stagnation |               |  |
|                                                              | La France insoumise - Ensemble ! (LFI - E!)                  | 21 174                                         | 3,44         | 0            | 29 013       | 5,14          | 1             | 1           | 1             |               |  |
|                                                              | Parti communiste français (PCF)                              | 14 361                                         | 2,34         | 0            | 20 105       | 3,56          | 1             | 1           | en stagnation |               |  |
|                                                              | Europe Écologie Les Verts (EELV)                             | 10 101                                         | 1,64         | 0            | 13 697       | 2,43          | 0             | 0           | en stagnation |               |  |
|                                                              | Génération écologie (GÉ)                                     | 9 362                                          | 1,52         | 0            |              |               |               | 0           | en stagnation |               |  |
| Total Nouvelle Union populaire écologique et sociale (NUPES) | Total Nouvelle Union populaire écologique et sociale (NUPES) | 161 290                                        | 26,24        | 0            | 162 728      | 28,83         | 4             | 4           | 2             |               |  |
|                                                              |                                                              | Rassemblement national (RN)                    | 142 600      | 23,20        | 0            | 203 428       | 36,05         | 6           | 6             | 6             |  |
|                                                              | L'Avenir français - Rassemblement national (LAF - RN)        | 9 679                                          | 1,57         | 0            | 16 850       | 2,99          | 0             | 0           | Nv            |               |  |
| Total Rassemblement national et alliés (RN)                  | Total Rassemblement national et alliés (RN)                  | 152 279                                        | 24,77        | 0            | 220 278      | 39,03         | 6             | 6           | 6             |               |  |
|                                                              |                                                              | La République en marche (LREM)                 | 78 484       | 12,77        | 0            | 120 458       | 21,34         | 5           | 5             | 3             |  |
|                                                              | Mouvement démocrate (MoDem)                                  | 48 969                                         | 7,97         | 0            | 42 728       | 7,57          | 1             | 1           | en stagnation |               |  |
|                                                              | Agir                                                         | 6 056                                          | 0,99         | 0            |              |               |               | 0           | Nv            |               |  |
|                                                              | Territoires de progrès (TdP)                                 | 2 879                                          | 0,47         | 0            | 0            | Nv            |               |             |               |               |  |
| Total Ensemble (ENS)                                         | Total Ensemble (ENS)                                         | 136 388                                        | 22,19        | 0            | 163 186      | 28,92         | 6             | 6           | 3             |               |  |
|                                                              |                                                              | Les Républicains (LR)                          | 60 749       | 9,88         | 0            | 18 154        | 3,22          | 0           | 0             | 5             |  |
|                                                              | Union des démocrates et indépendants (UDI)                   | 4 693                                          | 0,76         | 0            |              |               |               | 0           | en stagnation |               |  |
| Total Union de la droite et du centre (UDC)                  | Total Union de la droite et du centre (UDC)                  | 65 442                                         | 10,65        | 0            | 18 154       | 3,22          | 0             | 0           | 5             |               |  |
|                                                              |                                                              | Reconquête (REC)                               | 39 491       | 6,42         | 0            |               |               |             | 0             | Nv            |  |
|                                                              | Via, la voie du peuple (VIA)                                 | 2 351                                          | 0,38         | 0            | 0            | en stagnation |               |             |               |               |  |
| Total Reconquête et alliés (REC)                             | Total Reconquête et alliés (REC)                             | 41 842                                         | 6,81         | 0            | 0            | en stagnation |               |             |               |               |  |
|                                                              |                                                              | Le Trèfle - Les nouveaux écologistes (LT-LNÉ)  | 7 288        | 1,19         | 0            | 0             | en stagnation |             |               |               |  |
|                                                              | Union nationale écologiste (UNE)                             | 4 627                                          | 0,75         | 0            | 0            | en stagnation |               |             |               |               |  |
|                                                              | Mouvement hommes animaux nature (MHAN)                       | 954                                            | 0,16         | 0            | 0            | en stagnation |               |             |               |               |  |
| Total Tous unis pour le vivant (TUPV)                        | Total Tous unis pour le vivant (TUPV)                        | 12 869                                         | 2,09         | 0            | 0            | en stagnation |               |             |               |               |  |
|                                                              | Écologie au centre (ÉAC)                                     | Écologie au centre (ÉAC)                       | 8 587        | 1,40         | 0            | 0             | en stagnation |             |               |               |  |
|                                                              |                                                              | Les Patriotes (LP)                             | 5 084        | 0,83         | 0            | 0             | Nv            |             |               |               |  |
|                                                              | Debout la France (DLF)                                       | 3 476                                          | 0,57         | 0            | 0            | en stagnation |               |             |               |               |  |
| Total Union pour la France (UPF)                             | Total Union pour la France (UPF)                             | 8 560                                          | 1,39         | 0            | 0            | en stagnation |               |             |               |               |  |
|                                                              | Parti animaliste (PA)                                        | Parti animaliste (PA)                          | 5 573        | 0,91         | 0            | 0             | en stagnation |             |               |               |  |
|                                                              | Lutte ouvrière (LO)                                          | Lutte ouvrière (LO)                            | 4 953        | 0,81         | 0            | 0             | en stagnation |             |               |               |  |
|                                                              |                                                              | Union des centristes et des écologistes (UCE)  | 2 942        | 0,48         | 0            | 0             | en stagnation |             |               |               |  |
|                                                              | Alliance centriste (AC)                                      | 715                                            | 0,12         | 0            | 0            | Nv            |               |             |               |               |  |
| Total Les écologistes avec la majorité présidentielle (ÉMP)  | Total Les écologistes avec la majorité présidentielle (ÉMP)  | 3 657                                          | 0,59         | 0            | 0            | en stagnation |               |             |               |               |  |
|                                                              |                                                              | Gauche républicaine et socialiste (GRS)        | 1 480        | 0,24         | 0            | 0             | Nv            |             |               |               |  |
|                                                              | Sans étiquette                                               | 730                                            | 0,12         | 0            | 0            | Nv            |               |             |               |               |  |
| Total Fédération de la gauche républicaine (FGR)             | Total Fédération de la gauche républicaine (FGR)             | 2 210                                          | 0,36         | 0            | 0            | Nv            |               |             |               |               |  |
|                                                              |                                                              | Oui la Provence (OP)                           | 1 047        | 0,17         | 0            | 0             | Nv            |             |               |               |  |
|                                                              | Femu a Corsica (FaC)                                         | 176                                            | 0,03         | 0            | 0            | en stagnation |               |             |               |               |  |
|                                                              | Parti de la nation corse (PNC)                               | 75                                             | 0,01         | 0            | 0            | en stagnation |               |             |               |               |  |
| Total Régions et peuples solidaires (R&PS)                   | Total Régions et peuples solidaires (R&PS)                   | 1 298                                          | 0,21         | 0            | 0            | en stagnation |               |             |               |               |  |
|                                                              | Dissidents Les Républicains                                  | Dissidents Les Républicains                    | 1 267        | 0,21         | 0            | 0             | en stagnation |             |               |               |  |
|                                                              | Dissidents Ensemble                                          | Dissidents Ensemble                            | 936          | 0,15         | 0            | 0             | en stagnation |             |               |               |  |
|                                                              | Dissidents NUPES                                             | Dissidents NUPES                               | 818          | 0,13         | 0            | 0             | Nv            |             |               |               |  |
|                                                              | Place publique (PP)                                          | Place publique (PP)                            | 704          | 0,11         | 0            | 0             | Nv            |             |               |               |  |
|                                                              | Parti ouvrier indépendant démocratique (POID)                | Parti ouvrier indépendant démocratique (POID)  | 549          | 0,09         | 0            | 0             | en stagnation |             |               |               |  |
|                                                              | Union des démocrates musulmans français (UDMF)               | Union des démocrates musulmans français (UDMF) | 461          | 0,07         | 0            | 0             | Nv            |             |               |               |  |
|                                                              | Nouveau Parti anticapitaliste (NPA)                          | Nouveau Parti anticapitaliste (NPA)            | 452          | 0,07         | 0            | 0             | Nv            |             |               |               |  |
|                                                              | Parti des citoyens européens (PACE)                          | Parti des citoyens européens (PACE)            | 412          | 0,07         | 0            | 0             | Nv            |             |               |               |  |
|                                                              |                                                              | EnVie d’Un Nôtre Monde (EVUNM)                 | 237          | 0,04         | 0            | 0             | Nv            |             |               |               |  |
| Total Convergence RIC (CRIC)                                 | Total Convergence RIC (CRIC)                                 | 237                                            | 0,04         | 0            | 0            | Nv            |               |             |               |               |  |
|                                                              | Volt France (Volt)                                           | Volt France (Volt)                             | 156          | 0,03         | 0            | 0             | Nv            |             |               |               |  |
|                                                              | Alliance du peuple (AdP)                                     | Alliance du peuple (AdP)                       | 97           | 0,02         | 0            | 0             | Nv            |             |               |               |  |
|                                                              |                                                              | Prouvènço Nacioun (PN)                         | 60           | 0,01         | 0            | 0             | Nv            |             |               |               |  |
| Total Pays unis (PU)                                         | Total Pays unis (PU)                                         | 60                                             | 0,01         | 0            | 0            | Nv            |               |             |               |               |  |
|                                                              | Parti pirate (PP)                                            | Parti pirate (PP)                              | 3            | 0,00         | 0            | 0             | en stagnation |             |               |               |  |
|                                                              | Dissidents Rassemblement national                            | Dissidents Rassemblement national              | 2            | 0,00         | 0            | 0             | en stagnation |             |               |               |  |
|                                                              | Autres partis                                                | Autres partis                                  | 1 009        | 0,16         | 0            | 0             | en stagnation |             |               |               |  |
|                                                              | Sans étiquette (SE)                                          | Sans étiquette (SE)                            | 2 560        | 0,42         | 0            | 0             | en stagnation |             |               |               |  |
|                                                              |                                                              |                                                |              |              |              |               |               |             |               |               |  |
| Suffrages exprimés                                           | Suffrages exprimés                                           | Suffrages exprimés                             | 614 671      | 98,12        |              | 564 346       | 92,19         |             |               |               |  |
| Votes blancs                                                 | Votes blancs                                                 | Votes blancs                                   | 8 542        | 1,36         | 36 109       | 5,90          |               |             |               |               |  |
| Votes nuls                                                   | Votes nuls                                                   | Votes nuls                                     | 3 204        | 0,51         | 11 668       | 1,91          |               |             |               |               |  |
| Total                                                        | Total                                                        | Total                                          | 626 417      | 100          | 0            | 612 123       | 100           | 16          | 16            | en stagnation |  |
| Abstentions                                                  | Abstentions                                                  | Abstentions                                    | 793 351      | 55,88        |              | 807 802       | 56,89         |             |               |               |  |
| Inscrits/Participation                                       | Inscrits/Participation                                       | Inscrits/Participation                         | 1 419 768    | 44,12        | 1 419 925    | 43,11         |               |             |               |               |  |

#### Résultats par nuance
| Nuance                 | Nuance                                         | Nuance                 | Premier tour | Premier tour | Premier tour | Second tour | Second tour   | Second tour | Total Sièges | +/-           |  |
| Nuance                 | Nuance                                         | Nuance                 | Voix         | %            | Sièges       | Voix        | %             | Sièges      | Total Sièges | +/-           |  |
| ---------------------- | ---------------------------------------------- | ---------------------- | ------------ | ------------ | ------------ | ----------- | ------------- | ----------- | ------------ | ------------- |  |
|                        | Nouvelle Union populaire écologique et sociale | NUP                    | 161 290      | 26,24        | 0            | 162 728     | 28,83         | 4           | 4            | 2             |  |
|                        | Rassemblement national                         | RN                     | 152 279      | 24,77        | 0            | 220 278     | 39,03         | 6           | 6            | 6             |  |
|                        | Ensemble !                                     | ENS                    | 136 388      | 22,19        | 0            | 163 186     | 28,92         | 6           | 6            | 3             |  |
|                        | Les Républicains                               | LR                     | 60 749       | 9,88         | 0            | 18 154      | 3,22          | 0           | 0            | 5             |  |
|                        | Reconquête                                     | REC                    | 41 842       | 6,81         | 0            |             |               |             | 0            | Nv            |  |
|                        | Ecologistes                                    | ECO                    | 27 594       | 4,49         | 0            | 0           | en stagnation |             |              |               |  |
|                        | Droite souverainiste                           | DSV                    | 8 560        | 1,39         | 0            | 0           | en stagnation |             |              |               |  |
|                        | Divers extrême gauche                          | DXG                    | 5 954        | 0,97         | 0            | 0           | en stagnation |             |              |               |  |
|                        | Union des démocrates et indépendants           | UDI                    | 4 693        | 0,76         | 0            | 0           | en stagnation |             |              |               |  |
|                        | Divers centre                                  | DVC                    | 4 593        | 0,75         | 0            | 0           | Nv            |             |              |               |  |
|                        | Divers gauche                                  | DVG                    | 4 022        | 0,65         | 0            | 0           | en stagnation |             |              |               |  |
|                        | Divers                                         | DIV                    | 3 563        | 0,58         | 0            | 0           | en stagnation |             |              |               |  |
|                        | Divers droite                                  | DVD                    | 1 846        | 0,30         | 0            | 0           | en stagnation |             |              |               |  |
|                        | Régionaliste                                   | REG                    | 1 298        | 0,21         | 0            | 0           | en stagnation |             |              |               |  |
|                        |                                                |                        |              |              |              |             |               |             |              |               |  |
| Suffrages exprimés     | Suffrages exprimés                             | Suffrages exprimés     | 614 671      | 98,12        |              | 564 346     | 92,19         |             |              |               |  |
| Votes blancs           | Votes blancs                                   | Votes blancs           | 8 542        | 1,36         | 36 109       | 5,90        |               |             |              |               |  |
| Votes nuls             | Votes nuls                                     | Votes nuls             | 3 204        | 0,51         | 11 668       | 1,91        |               |             |              |               |  |
| Total                  | Total                                          | Total                  | 626 417      | 100          | 0            | 612 123     | 100           | 16          | 16           | en stagnation |  |
| Abstentions            | Abstentions                                    | Abstentions            | 793 351      | 55,88        |              | 807 802     | 56,89         |             |              |               |  |
| Inscrits/Participation | Inscrits/Participation                         | Inscrits/Participation | 1 419 768    | 44,12        | 1 419 925    | 43,11       |               |             |              |               |  |

### Cartes

Nuance politique des candidats arrivés en tête dans chaque commune au 1er tour.
Nuance politique des candidats arrivés en tête dans chaque commune au 2e tour.

### Résultats par circonscription

#### Première circonscription
Député sortant : Julien Ravier (Les Républicains).
| Candidat                 | Candidat                 | Parti et coalition       | Nuance                   | Premier tour | Premier tour | Second tour | Second tour |
| Candidat                 | Candidat                 | Parti et coalition       | Nuance                   | Voix         | %            | Voix        | %           |
| ------------------------ | ------------------------ | ------------------------ | ------------------------ | ------------ | ------------ | ----------- | ----------- |
|                          | Monique Griseti          | RN                       | RN                       | 9 103        | 27,26        | 14 980      | 49,21       |
|                          | Sabrina Agresti-Roubache | LREM (ENS)               | ENS                      | 8 487        | 25,42        | 15 459      | 50,79       |
|                          | Thibaud Rosique          | PS (NUPES)               | NUP                      | 8 092        | 24,23        |             |             |
|                          | Sophie Grech             | REC                      | REC                      | 2 790        | 8,36         |             |             |
|                          | Sarah Boualem-Aubert     | LR (UDC)                 | LR                       | 2 230        | 6,68         |             |             |
|                          | Ferielle Chennouf        | EAC                      | ECO                      | 764          | 2,29         |             |             |
|                          | Céline Caravellazi       | DLF (UPF)                | DSV                      | 560          | 1,68         |             |             |
|                          | Victor Gioia             | UFD                      | DVD                      | 437          | 1,31         |             |             |
|                          | Flora Jabes              | PA                       | ECO                      | 336          | 1,01         |             |             |
|                          | Marc Cecone              | LO                       | DXG                      | 275          | 0,82         |             |             |
|                          | Xavier Bonnard           | SE                       | ECO                      | 253          | 0,76         |             |             |
|                          | Marie Lanzalavi          | FaC (R&PS)               | REG                      | 62           | 0,19         |             |             |
|                          | Julien Avril             | PP                       | DIV                      | 3            | 0,01         |             |             |
|                          |                          |                          |                          |              |              |             |             |
| Suffrages exprimés       | Suffrages exprimés       | Suffrages exprimés       | Suffrages exprimés       | 33 392       | 98,15        | 30 439      | 92,56       |
| Votes blancs             | Votes blancs             | Votes blancs             | Votes blancs             | 492          | 1,45         | 1 969       | 5,99        |
| Votes nuls               | Votes nuls               | Votes nuls               | Votes nuls               | 136          | 0,40         | 476         | 1,45        |
| Total                    | Total                    | Total                    | Total                    | 34 020       | 100          | 32 884      | 100         |
| Abstention               | Abstention               | Abstention               | Abstention               | 47 422       | 58,23        | 48 574      | 59,63       |
| Inscrits / participation | Inscrits / participation | Inscrits / participation | Inscrits / participation | 81 442       | 41,77        | 81 458      | 40,37       |

#### Deuxième circonscription
Députée sortante : Claire Pitollat (La République en marche).
| Candidat                 | Candidat                 | Parti et coalition       | Nuance                   | Premier tour | Premier tour | Second tour | Second tour |
| Candidat                 | Candidat                 | Parti et coalition       | Nuance                   | Voix         | %            | Voix        | %           |
| ------------------------ | ------------------------ | ------------------------ | ------------------------ | ------------ | ------------ | ----------- | ----------- |
|                          | Claire Pitollat          | LREM (ENS)               | ENS                      | 12 026       | 29,85        | 22 005      | 61,64       |
|                          | Alexandre Rupnik         | EÉLV (NUPES)             | NUP                      | 10 101       | 25,07        | 13 697      | 38,36       |
|                          | Clémence Parodi          | RN                       | RN                       | 6 561        | 16,29        |             |             |
|                          | Sabine Bernasconi        | LR (UDC)                 | LR                       | 5 262        | 13,06        |             |             |
|                          | Jean-Marc Graffeo        | REC                      | REC                      | 3 480        | 8,64         |             |             |
|                          | Dominique Surry          | LT-LNÉ (TUPV)            | ECO                      | 943          | 2,34         |             |             |
|                          | Avi Assouly              | EAC                      | ECO                      | 713          | 1,77         |             |             |
|                          | Hélène Ermacora          | LP (UPF)                 | DSV                      | 436          | 1,08         |             |             |
|                          | Florence Denneval        | PA                       | ECO                      | 380          | 0,94         |             |             |
|                          | Brigitte Espaze          | LO                       | DXG                      | 218          | 0,54         |             |             |
|                          | Alain Persia             | SE                       | DIV                      | 165          | 0,41         |             |             |
|                          | Sébastien Peretti        | Flavo                    | DIV                      | 0            | 0,00         |             |             |
|                          |                          |                          |                          |              |              |             |             |
| Suffrages exprimés       | Suffrages exprimés       | Suffrages exprimés       | Suffrages exprimés       | 40 285       | 98,61        | 35 702      | 93,17       |
| Votes blancs             | Votes blancs             | Votes blancs             | Votes blancs             | 405          | 0,99         | 1 900       | 4,96        |
| Votes nuls               | Votes nuls               | Votes nuls               | Votes nuls               | 161          | 0,39         | 718         | 1,87        |
| Total                    | Total                    | Total                    | Total                    | 40 851       | 100          | 38 320      | 100         |
| Abstention               | Abstention               | Abstention               | Abstention               | 42 762       | 51,14        | 45 287      | 54,17       |
| Inscrits / participation | Inscrits / participation | Inscrits / participation | Inscrits / participation | 83 613       | 48,86        | 83 607      | 45,83       |

#### Troisième circonscription
Députée sortante : Alexandra Louis (Agir).
| Candidat                 | Candidat                 | Parti et coalition       | Nuance                   | Premier tour | Premier tour | Second tour | Second tour |
| Candidat                 | Candidat                 | Parti et coalition       | Nuance                   | Voix         | %            | Voix        | %           |
| ------------------------ | ------------------------ | ------------------------ | ------------------------ | ------------ | ------------ | ----------- | ----------- |
|                          | Mohamed Bensaada         | LFI - E! (NUPES)         | NUP                      | 7 678        | 27,73        | 11 718      | 45,04       |
|                          | Gisèle Lelouis           | RN                       | RN                       | 7 016        | 25,34        | 14 300      | 54,96       |
|                          | Alexandra Louis          | Agir (ENS)               | ENS                      | 6 056        | 21,87        |             |             |
|                          | Sandrine D'Angio         | REC                      | REC                      | 4 215        | 15,22        |             |             |
|                          | Patrick Pappalardo       | LR (UDC)                 | LR                       | 995          | 3,59         |             |             |
|                          | Nadia Si Ahmed           | LT-LNÉ (TUPV)            | ECO                      | 672          | 2,43         |             |             |
|                          | Bruno Cocaign            | UCE (ÉMP)                | DVC                      | 302          | 1,09         |             |             |
|                          | Jacqueline Grandel       | LO                       | DXG                      | 289          | 1,04         |             |             |
|                          | Adam Tordjmann           | PA                       | ECO                      | 258          | 0,93         |             |             |
|                          | Nora Belkaroui           | OP (R&PS)                | REG                      | 205          | 0,74         |             |             |
|                          | Elisabeth Said           | EAC                      | ECO                      | 0            | 0,00         |             |             |
|                          |                          |                          |                          |              |              |             |             |
| Suffrages exprimés       | Suffrages exprimés       | Suffrages exprimés       | Suffrages exprimés       | 27 686       | 98,12        | 26 018      | 92,15       |
| Votes blancs             | Votes blancs             | Votes blancs             | Votes blancs             | 395          | 1,40         | 1 749       | 6,19        |
| Votes nuls               | Votes nuls               | Votes nuls               | Votes nuls               | 135          | 0,48         | 468         | 1,66        |
| Total                    | Total                    | Total                    | Total                    | 28 216       | 100          | 28 235      | 100         |
| Abstention               | Abstention               | Abstention               | Abstention               | 47 766       | 62,86        | 47 757      | 62,84       |
| Inscrits / participation | Inscrits / participation | Inscrits / participation | Inscrits / participation | 75 982       | 37,14        | 75 992      | 37,16       |

#### Quatrième circonscription
Député sortant : Jean-Luc Mélenchon (La France insoumise).
| Candidat                 | Candidat                 | Parti et coalition       | Nuance                   | Premier tour | Premier tour | Second tour | Second tour |
| Candidat                 | Candidat                 | Parti et coalition       | Nuance                   | Voix         | %            | Voix        | %           |
| ------------------------ | ------------------------ | ------------------------ | ------------------------ | ------------ | ------------ | ----------- | ----------- |
|                          | Manuel Bompard           | LFI (NUPES)              | NUP                      | 13 871       | 56,04        | 17 118      | 73,92       |
|                          | Najat Akodad             | LREM (ENS)               | ENS                      | 3 683        | 14,88        | 6 040       | 26,08       |
|                          | Julien Tellier           | RN                       | RN                       | 2 396        | 9,68         |             |             |
|                          | Solange Biaggi           | LR (UDC)                 | LR                       | 1 176        | 4,75         |             |             |
|                          | Sandrine Rastit          | REC                      | REC                      | 910          | 3,68         |             |             |
|                          | Élisabeth Vincetti       | LT-LNÉ (TUPV)            | ECO                      | 723          | 2,92         |             |             |
|                          | Miloud Boualem           | MoDem diss.              | DVC                      | 434          | 1,75         |             |             |
|                          | Kaouther Ben Mohamed     | SE                       | DIV                      | 362          | 1,46         |             |             |
|                          | Wally Tirera             | EAC                      | ECO                      | 292          | 1,18         |             |             |
|                          | Isabelle Bonnet          | LO                       | DXG                      | 269          | 1,09         |             |             |
|                          | Majid Bensaid            | UDMF                     | DIV                      | 213          | 0,86         |             |             |
|                          | Mathilde Heuguet         | PA                       | ECO                      | 201          | 0,81         |             |             |
|                          | Martine Dupuy            | POID                     | DXG                      | 142          | 0,57         |             |             |
|                          | Léa Manicacci            | FaC (R&PS)               | REG                      | 80           | 0,32         |             |             |
|                          |                          |                          |                          |              |              |             |             |
| Suffrages exprimés       | Suffrages exprimés       | Suffrages exprimés       | Suffrages exprimés       | 24 752       | 98,16        | 23 158      | 94,87       |
| Votes blancs             | Votes blancs             | Votes blancs             | Votes blancs             | 329          | 1,30         | 882         | 3,61        |
| Votes nuls               | Votes nuls               | Votes nuls               | Votes nuls               | 134          | 0,53         | 371         | 1,52        |
| Total                    | Total                    | Total                    | Total                    | 25 215       | 100          | 24 411      | 100         |
| Abstention               | Abstention               | Abstention               | Abstention               | 39 722       | 61,17        | 40 532      | 62,41       |
| Inscrits / participation | Inscrits / participation | Inscrits / participation | Inscrits / participation | 64 937       | 38,83        | 64 943      | 37,59       |

#### Cinquième circonscription
Députée sortante : Cathy Racon-Bouzon (La République en marche).
| Candidat                 | Candidat                 | Parti et coalition       | Nuance                   | Premier tour | Premier tour | Second tour | Second tour |
| Candidat                 | Candidat                 | Parti et coalition       | Nuance                   | Voix         | %            | Voix        | %           |
| ------------------------ | ------------------------ | ------------------------ | ------------------------ | ------------ | ------------ | ----------- | ----------- |
|                          | Hendrik Davi             | LFI - E! (NUPES)         | NUP                      | 13 496       | 40,30        | 17 295      | 56,64       |
|                          | Cathy Racon-Bouzon       | LREM (ENS)               | ENS                      | 7 841        | 23,41        | 13 240      | 43,36       |
|                          | Sandrine Lambert         | RN                       | RN                       | 5 131        | 15,32        |             |             |
|                          | Marine Manivet           | REC                      | REC                      | 2 159        | 6,45         |             |             |
|                          | Maryline Antoine         | LR (UDC)                 | LR                       | 1 346        | 4,02         |             |             |
|                          | Quentin Vincetti         | LT-LNÉ (TUPV)            | ECO                      | 758          | 2,26         |             |             |
|                          | Mourad Belaïd            | MoDem diss.              | DVC                      | 502          | 1,50         |             |             |
|                          | Marc de Bensason         | LP (UPF)                 | DSV                      | 397          | 1,19         |             |             |
|                          | Joséphine Russo          | AC (ÉMP)                 | DVC                      | 335          | 1,00         |             |             |
|                          | Céline Durand            | PA                       | ECO                      | 319          | 0,95         |             |             |
|                          | Djamel Didoune           | EAC                      | ECO                      | 245          | 0,73         |             |             |
|                          | Nathalie Malhole         | LO                       | DXG                      | 228          | 0,68         |             |             |
|                          | Christian Monferrini     | GÉ diss.                 | ECO                      | 215          | 0,64         |             |             |
|                          | Mai Nguyên-Van           | POID                     | DXG                      | 161          | 0,48         |             |             |
|                          | Anne Chamayou            | Volt                     | DIV                      | 156          | 0,47         |             |             |
|                          | Vannina Paganini         | UFD                      | DVD                      | 142          | 0,42         |             |             |
|                          | Georges Vinapon          | PN (PU)                  | DVG                      | 60           | 0,18         |             |             |
|                          |                          |                          |                          |              |              |             |             |
| Suffrages exprimés       | Suffrages exprimés       | Suffrages exprimés       | Suffrages exprimés       | 33 491       | 98,40        | 30 535      | 93,34       |
| Votes blancs             | Votes blancs             | Votes blancs             | Votes blancs             | 387          | 1,14         | 1 588       | 4,85        |
| Votes nuls               | Votes nuls               | Votes nuls               | Votes nuls               | 157          | 0,46         | 591         | 1,81        |
| Total                    | Total                    | Total                    | Total                    | 34 035       | 100          | 32 714      | 100         |
| Abstention               | Abstention               | Abstention               | Abstention               | 39 564       | 53,76        | 40 896      | 55,56       |
| Inscrits / participation | Inscrits / participation | Inscrits / participation | Inscrits / participation | 73 599       | 46,24        | 73 610      | 44,44       |

#### Sixième circonscription
Député sortant : Guy Teissier (Les Républicains).
| Candidat                 | Candidat                 | Parti et coalition       | Nuance                   | Premier tour | Premier tour | Second tour | Second tour |
| Candidat                 | Candidat                 | Parti et coalition       | Nuance                   | Voix         | %            | Voix        | %           |
| ------------------------ | ------------------------ | ------------------------ | ------------------------ | ------------ | ------------ | ----------- | ----------- |
|                          | Lionel Royer-Perreaut    | LREM (ENS)               | ENS                      | 9 725        | 29,75        | 16 646      | 57,89       |
|                          | Éléonore Bez             | RN                       | RN                       | 7 810        | 23,89        | 12 110      | 42,11       |
|                          | Magali Holagne           | PS (NUPES)               | NUP                      | 7 179        | 21,96        |             |             |
|                          | Didier Réault            | LR (UDC)                 | LR                       | 2 744        | 8,39         |             |             |
|                          | Richard Dubreuil         | REC                      | REC                      | 2 321        | 7,10         |             |             |
|                          | Sophia Hocini            | GRS (FGR)                | DVG                      | 859          | 2,63         |             |             |
|                          | Dominique Laumonier      | LT-LNÉ (TUPV)            | ECO                      | 664          | 2,03         |             |             |
|                          | Michel Joubert           | DLF (UPF)                | DSV                      | 375          | 1,15         |             |             |
|                          | Fazia Hamiche            | EAC                      | ECO                      | 274          | 0,84         |             |             |
|                          | Angélique Collette       | PA                       | ECO                      | 254          | 0,78         |             |             |
|                          | Sophie Goy               | UCE (ÉMP)                | DVC                      | 253          | 0,77         |             |             |
|                          | Corinne Morel            | LO                       | DXG                      | 164          | 0,50         |             |             |
|                          | Clara-Maria Laredo       | FaC (R&PS)               | REG                      | 34           | 0,10         |             |             |
|                          | Eddie Goultine           | PDF                      | DVG                      | 33           | 0,10         |             |             |
|                          |                          |                          |                          |              |              |             |             |
| Suffrages exprimés       | Suffrages exprimés       | Suffrages exprimés       | Suffrages exprimés       | 32 689       | 98,72        | 28 756      | 92,98       |
| Votes blancs             | Votes blancs             | Votes blancs             | Votes blancs             | 321          | 0,97         | 1 716       | 5,55        |
| Votes nuls               | Votes nuls               | Votes nuls               | Votes nuls               | 102          | 0,31         | 456         | 1,47        |
| Total                    | Total                    | Total                    | Total                    | 33 112       | 100          | 30 928      | 100         |
| Abstention               | Abstention               | Abstention               | Abstention               | 45 399       | 57,83        | 47 583      | 60,61       |
| Inscrits / participation | Inscrits / participation | Inscrits / participation | Inscrits / participation | 78 511       | 42,17        | 78 511      | 39,39       |

#### Septième circonscription
Député sortant : Saïd Ahamada (Territoires de progrès - La République en marche).
| Candidat                 | Candidat                 | Parti et coalition       | Nuance                   | Premier tour | Premier tour | Second tour | Second tour |
| Candidat                 | Candidat                 | Parti et coalition       | Nuance                   | Voix         | %            | Voix        | %           |
| ------------------------ | ------------------------ | ------------------------ | ------------------------ | ------------ | ------------ | ----------- | ----------- |
|                          | Sébastien Delogu         | LFI (NUPES)              | NUP                      | 6 904        | 37,88        | 11 960      | 64,68       |
|                          | Arezki Selloum           | RN                       | RN                       | 4 226        | 23,19        | 6 531       | 35,32       |
|                          | Saïd Ahamada,            | TdP - LREM (ENS)         | ENS                      | 2 879        | 15,80        |             |             |
|                          | Nourdine Chabouni        | SE                       | DIV                      | 1 058        | 5,81         |             |             |
|                          | Lorenzo Longo            | REC                      | REC                      | 897          | 4,92         |             |             |
|                          | Ali Amouche              | SE (FGR)                 | DVG                      | 730          | 4,01         |             |             |
|                          | Sandrine Bové            | LT-LNÉ (TUPV)            | ECO                      | 421          | 2,31         |             |             |
|                          | Raymond Deleria          | UDI (UDC)                | UDI                      | 294          | 1,61         |             |             |
|                          | Karima Zerouali          | UDMF                     | DIV                      | 248          | 1,36         |             |             |
|                          | Danièle Pécout           | LO                       | DXG                      | 184          | 1,01         |             |             |
|                          | Nadia Mersali            | EAC                      | ECO                      | 167          | 0,92         |             |             |
|                          | Stéphane Pernice         | POID                     | DXG                      | 120          | 0,66         |             |             |
|                          | François Prové           | AdP                      | ECO                      | 97           | 0,53         |             |             |
|                          | Jacobine Meuche          | PEPS                     | ECO                      | 0            | 0,00         |             |             |
|                          |                          |                          |                          |              |              |             |             |
| Suffrages exprimés       | Suffrages exprimés       | Suffrages exprimés       | Suffrages exprimés       | 18 225       | 97,66        | 18 491      | 95,33       |
| Votes blancs             | Votes blancs             | Votes blancs             | Votes blancs             | 297          | 1,59         | 671         | 3,46        |
| Votes nuls               | Votes nuls               | Votes nuls               | Votes nuls               | 140          | 0,75         | 234         | 1,21        |
| Total                    | Total                    | Total                    | Total                    | 18 662       | 100          | 19 396      | 100         |
| Abstention               | Abstention               | Abstention               | Abstention               | 48 457       | 72,20        | 47 738      | 71,11       |
| Inscrits / participation | Inscrits / participation | Inscrits / participation | Inscrits / participation | 67 119       | 27,80        | 67 134      | 28,89       |

#### Huitième circonscription
Député sortant : Jean-Marc Zulesi (La République en marche).
| Candidat                 | Candidat                 | Parti et coalition       | Nuance                   | Premier tour | Premier tour | Second tour | Second tour |
| Candidat                 | Candidat                 | Parti et coalition       | Nuance                   | Voix         | %            | Voix        | %           |
| ------------------------ | ------------------------ | ------------------------ | ------------------------ | ------------ | ------------ | ----------- | ----------- |
|                          | Jean-Marc Zulesi         | LREM (ENS)               | ENS                      | 13 166       | 27,78        | 22 823      | 53,17       |
|                          | Romain Tonussi           | RN                       | RN                       | 12 004       | 25,33        | 20 104      | 46,83       |
|                          | Éric Deligny             | LFI (NUPES)              | NUP                      | 9 197        | 19,41        |             |             |
|                          | David Ytier              | LR (UDC)                 | LR                       | 7 074        | 14,93        |             |             |
|                          | Jean-Michel Farge        | REC                      | REC                      | 2 638        | 5,57         |             |             |
|                          | Daniel Mehl              | UNE (TUPV)               | ECO                      | 1 254        | 2,65         |             |             |
|                          | Edith Galharague         | LP (UPF)                 | DSV                      | 679          | 1,43         |             |             |
|                          | Boualam Aksil            | EAC                      | ECO                      | 442          | 0,93         |             |             |
|                          | Rémy Bazzali             | LO                       | DXG                      | 353          | 0,74         |             |             |
|                          | Victor Gago-Chidaine     | PA                       | ECO                      | 350          | 0,74         |             |             |
|                          | Sophie Imbert,           | EVUNM (CRIC)             | DIV                      | 237          | 0,50         |             |             |
|                          |                          |                          |                          |              |              |             |             |
| Suffrages exprimés       | Suffrages exprimés       | Suffrages exprimés       | Suffrages exprimés       | 47 394       | 98,38        | 42 927      | 93,22       |
| Votes blancs             | Votes blancs             | Votes blancs             | Votes blancs             | 563          | 1,17         | 2 364       | 5,63        |
| Votes nuls               | Votes nuls               | Votes nuls               | Votes nuls               | 215          | 0,45         | 758         | 1,65        |
| Total                    | Total                    | Total                    | Total                    | 48 172       | 100          | 46 049      | 100         |
| Abstention               | Abstention               | Abstention               | Abstention               | 54 662       | 53,16        | 56 801      | 55,23       |
| Inscrits / participation | Inscrits / participation | Inscrits / participation | Inscrits / participation | 102 834      | 46,84        | 102 850     | 44,77       |

#### Neuvième circonscription
Député sortant : Bernard Deflesselles (Les Républicains).
| Candidat                 | Candidat                 | Parti et coalition       | Nuance                   | Premier tour | Premier tour | Second tour | Second tour |
| Candidat                 | Candidat                 | Parti et coalition       | Nuance                   | Voix         | %            | Voix        | %           |
| ------------------------ | ------------------------ | ------------------------ | ------------------------ | ------------ | ------------ | ----------- | ----------- |
|                          | Joëlle Mélin             | RN                       | RN                       | 11 256       | 24,82        | 23 757      | 58,64       |
|                          | Lucas Trottmann          | LFI (NUPES)              | NUP                      | 9 776        | 21,56        | 16 756      | 41,36       |
|                          | Bertrand Mas-Fraissinet  | LREM (ENS)               | ENS                      | 9 306        | 20,52        |             |             |
|                          | Roland Giberti           | LR (UDC)                 | LR                       | 7 061        | 15,57        |             |             |
|                          | Laurence Leguem          | REC                      | REC                      | 2 828        | 6,24         |             |             |
|                          | Giovanni Schipani        | LR diss.                 | DVD                      | 1 267        | 2,79         |             |             |
|                          | Simon Lachique           | EAC                      | ECO                      | 989          | 2,18         |             |             |
|                          | Rebia Benarioua          | PS diss.                 | DVG                      | 603          | 1,33         |             |             |
|                          | Daniel Combo             | PA                       | ECO                      | 580          | 1,28         |             |             |
|                          | Hélène Knezevic          | DLF (UPF)                | DSV                      | 539          | 1,19         |             |             |
|                          | Amélie Bregeon           | AC (ÉMP)                 | DVC                      | 380          | 0,84         |             |             |
|                          | François Otchakovsky     | LO                       | DXG                      | 271          | 0,60         |             |             |
|                          | Jean Reynaud             | OP (R&PS)                | REG                      | 251          | 0,55         |             |             |
|                          | Coralie Raynaud          | POID                     | DXG                      | 126          | 0,28         |             |             |
|                          | Aurélien Michel          | SE                       | DIV                      | 114          | 0,25         |             |             |
|                          |                          |                          |                          |              |              |             |             |
| Suffrages exprimés       | Suffrages exprimés       | Suffrages exprimés       | Suffrages exprimés       | 45 347       | 98,26        | 40 513      | 89,28       |
| Votes blancs             | Votes blancs             | Votes blancs             | Votes blancs             | 584          | 1,27         | 3 810       | 8,40        |
| Votes nuls               | Votes nuls               | Votes nuls               | Votes nuls               | 218          | 0,47         | 1 056       | 2,33        |
| Total                    | Total                    | Total                    | Total                    | 46 149       | 100          | 45 379      | 100         |
| Abstention               | Abstention               | Abstention               | Abstention               | 54 812       | 54,29        | 55 584      | 55,05       |
| Inscrits / participation | Inscrits / participation | Inscrits / participation | Inscrits / participation | 100 961      | 45,71        | 100 963     | 44,95       |

#### Dixième circonscription
Député sortant : François-Michel Lambert (Liberté Écologie Fraternité).
| Candidat                 | Candidat                 | Parti et coalition       | Nuance                   | Premier tour | Premier tour | Second tour | Second tour |
| Candidat                 | Candidat                 | Parti et coalition       | Nuance                   | Voix         | %            | Voix        | %           |
| ------------------------ | ------------------------ | ------------------------ | ------------------------ | ------------ | ------------ | ----------- | ----------- |
|                          | José Gonzalez            | RN                       | RN                       | 15 165       | 29,15        | 27 463      | 59,62       |
|                          | Marina Mesure            | LFI (NUPES)              | NUP                      | 11 271       | 21,67        | 18 598      | 40,38       |
|                          | Véronique Bourcet-Giner  | MoDem (ENS)              | ENS                      | 10 739       | 20,64        |             |             |
|                          | Serge Perottino          | LR (UDC)                 | LR                       | 7 016        | 13,49        |             |             |
|                          | Jean-Philippe Courtaro   | REC                      | REC                      | 3 413        | 6,56         |             |             |
|                          | Patrice Daude            | UNE (TUPV)               | ECO                      | 1 097        | 2,11         |             |             |
|                          | Nathalie Coutenet        | UCE (ÉMP)                | DVC                      | 1 041        | 2,00         |             |             |
|                          | Robert Marti             | DLF (UPF)                | DSV                      | 658          | 1,26         |             |             |
|                          | Lucie Desblancs          | EAC                      | ECO                      | 643          | 1,24         |             |             |
|                          | Céline Colantonio        | PA                       | ECO                      | 512          | 0,98         |             |             |
|                          | Jean-Claude Valiente     | LO                       | DXG                      | 391          | 0,75         |             |             |
|                          | Magali Gozzi             | PNC (R&PS)               | REG                      | 75           | 0,14         |             |             |
|                          | Stéphanie Brun           | SE                       | DSV                      | 0            | 0,00         |             |             |
|                          |                          |                          |                          |              |              |             |             |
| Suffrages exprimés       | Suffrages exprimés       | Suffrages exprimés       | Suffrages exprimés       | 52 021       | 98,23        | 46 061      | 89,32       |
| Votes blancs             | Votes blancs             | Votes blancs             | Votes blancs             | 681          | 1,29         | 4 399       | 8,53        |
| Votes nuls               | Votes nuls               | Votes nuls               | Votes nuls               | 255          | 0,48         | 1 109       | 2,15        |
| Total                    | Total                    | Total                    | Total                    | 52 957       | 100          | 51 569      | 100         |
| Abstention               | Abstention               | Abstention               | Abstention               | 56 110       | 51,45        | 57 531      | 52,73       |
| Inscrits / participation | Inscrits / participation | Inscrits / participation | Inscrits / participation | 109 067      | 48,55        | 109 100     | 47,27       |

#### Onzième circonscription
Député sortant : Mohamed Laqhila (Mouvement démocrate).
| Candidat                 | Candidat                 | Parti et coalition       | Nuance                   | Premier tour | Premier tour | Second tour | Second tour |
| Candidat                 | Candidat                 | Parti et coalition       | Nuance                   | Voix         | %            | Voix        | %           |
| ------------------------ | ------------------------ | ------------------------ | ------------------------ | ------------ | ------------ | ----------- | ----------- |
|                          | Mohamed Laqhila          | MoDem (ENS)              | ENS                      | 10 598       | 25,43        | 20 753      | 55,19       |
|                          | Hervé Fabre-Aubrespy     | LAF - RN                 | RN                       | 9 679        | 23,23        | 16 850      | 44,81       |
|                          | Stéphane Salord          | GÉ (NUPES)               | NUP                      | 9 362        | 22,47        |             |             |
|                          | Hervé Liberman           | UDI (UDC)                | UDI                      | 4 399        | 10,56        |             |             |
|                          | Jérémie Piano            | REC                      | REC                      | 2 963        | 7,11         |             |             |
|                          | Elodie Virzi             | UCE (ÉMP)                | DVC                      | 1 134        | 2,72         |             |             |
|                          | Rodolphe Brun            | UNE (TUPV)               | ECO                      | 978          | 2,35         |             |             |
|                          | Sébastien El Debs        | LP (UPF)                 | DSV                      | 616          | 1,48         |             |             |
|                          | Céline Fanfan            | EAC                      | ECO                      | 531          | 1,27         |             |             |
|                          | Rodolph Castel           | PACE                     | DVG                      | 412          | 0,99         |             |             |
|                          | Romain Hadjali           | PA                       | ECO                      | 358          | 0,86         |             |             |
|                          | Charlotte Maria          | LO                       | DXG                      | 337          | 0,81         |             |             |
|                          | Régis Delalande          | OP (R&PS)                | REG                      | 302          | 0,72         |             |             |
|                          |                          |                          |                          |              |              |             |             |
| Suffrages exprimés       | Suffrages exprimés       | Suffrages exprimés       | Suffrages exprimés       | 41 669       | 98,34        | 37 603      | 91,82       |
| Votes blancs             | Votes blancs             | Votes blancs             | Votes blancs             | 536          | 1,27         | 2 573       | 6,28        |
| Votes nuls               | Votes nuls               | Votes nuls               | Votes nuls               | 166          | 0,39         | 776         | 1,89        |
| Total                    | Total                    | Total                    | Total                    | 42 371       | 100          | 40 952      | 100         |
| Abstention               | Abstention               | Abstention               | Abstention               | 49 906       | 54,08        | 51 339      | 55,63       |
| Inscrits / participation | Inscrits / participation | Inscrits / participation | Inscrits / participation | 92 277       | 45,92        | 92 291      | 44,37       |

#### Douzième circonscription
Député sortant : Éric Diard (Les Républicains).
| Candidat                 | Candidat                 | Parti et coalition       | Nuance                   | Premier tour | Premier tour | Second tour | Second tour |
| Candidat                 | Candidat                 | Parti et coalition       | Nuance                   | Voix         | %            | Voix        | %           |
| ------------------------ | ------------------------ | ------------------------ | ------------------------ | ------------ | ------------ | ----------- | ----------- |
|                          | Franck Allisio           | RN                       | RN                       | 13 921       | 36,28        | 19 175      | 51,37       |
|                          | Éric Diard               | LR (UDC)                 | LR                       | 11 429       | 29,78        | 18 154      | 48,63       |
|                          | Isabelle Chauvin         | LFI (NUPES)              | NUP                      | 7 339        | 19,12        |             |             |
|                          | Jacques Clostermann      | VIA                      | REC                      | 2 351        | 6,13         |             |             |
|                          | Audrey Castanet          | UNE (TUPV)               | ECO                      | 1 298        | 3,38         |             |             |
|                          | Faouzi Djedou            | GRS (FGR)                | DVG                      | 621          | 1,62         |             |             |
|                          | Stéphane Ribeiro         | EAC                      | ECO                      | 583          | 1,52         |             |             |
|                          | Hervé Delespaul          | DLF (UPF)                | DSV                      | 538          | 1,40         |             |             |
|                          | François Roche           | LO                       | DXG                      | 295          | 0,77         |             |             |
|                          |                          |                          |                          |              |              |             |             |
| Suffrages exprimés       | Suffrages exprimés       | Suffrages exprimés       | Suffrages exprimés       | 38 375       | 97,67        | 37 329      | 94,81       |
| Votes blancs             | Votes blancs             | Votes blancs             | Votes blancs             | 735          | 1,87         | 1 633       | 4,15        |
| Votes nuls               | Votes nuls               | Votes nuls               | Votes nuls               | 181          | 0,46         | 410         | 1,04        |
| Total                    | Total                    | Total                    | Total                    | 39 291       | 100          | 39 372      | 100         |
| Abstention               | Abstention               | Abstention               | Abstention               | 55 422       | 58,52        | 55 338      | 58,43       |
| Inscrits / participation | Inscrits / participation | Inscrits / participation | Inscrits / participation | 94 713       | 41,48        | 94 710      | 41,57       |

#### Treizième circonscription
Député sortant : Pierre Dharréville (Parti communiste français).
| Candidat                 | Candidat                  | Parti et coalition       | Nuance                   | Premier tour | Premier tour | Second tour | Second tour |
| Candidat                 | Candidat                  | Parti et coalition       | Nuance                   | Voix         | %            | Voix        | %           |
| ------------------------ | ------------------------- | ------------------------ | ------------------------ | ------------ | ------------ | ----------- | ----------- |
|                          | Pierre Dharréville        | PCF (NUPES)              | NUP                      | 14 361       | 35,83        | 20 105      | 52,01       |
|                          | Emmanuel Fouquart         | RN                       | RN                       | 12 430       | 31,01        | 18 548      | 47,99       |
|                          | Thierry Boissin           | MoDem (ENS)              | ENS                      | 6 180        | 15,42        |             |             |
|                          | Christiane Villecourt-Gil | REC                      | REC                      | 1 953        | 4,87         |             |             |
|                          | Isabelle Rouby            | LR (UDC)                 | LR                       | 1 205        | 3,01         |             |             |
|                          | Joël-Pierre Chevreux      | MHAN (TUPV)              | ECO                      | 954          | 2,38         |             |             |
|                          | Olivia Franzi             | EAC                      | ECO                      | 702          | 1,75         |             |             |
|                          | Stéphanie Busson          | LP (UPF)                 | DSV                      | 685          | 1,71         |             |             |
|                          | Francis Lopez             | SE                       | DIV                      | 608          | 1,52         |             |             |
|                          | Cyril Métral              | LO                       | DXG                      | 549          | 1,37         |             |             |
|                          | Marie Mainville           | PA                       | ECO                      | 459          | 1,15         |             |             |
|                          |                           |                          |                          |              |              |             |             |
| Suffrages exprimés       | Suffrages exprimés        | Suffrages exprimés       | Suffrages exprimés       | 40 086       | 97,43        | 38 653      | 92,75       |
| Votes blancs             | Votes blancs              | Votes blancs             | Votes blancs             | 733          | 1,78         | 2 261       | 5,43        |
| Votes nuls               | Votes nuls                | Votes nuls               | Votes nuls               | 325          | 0,79         | 760         | 1,82        |
| Total                    | Total                     | Total                    | Total                    | 41 144       | 100          | 41 674      | 100         |
| Abstention               | Abstention                | Abstention               | Abstention               | 53 236       | 56,41        | 52 724      | 55,85       |
| Inscrits / participation | Inscrits / participation  | Inscrits / participation | Inscrits / participation | 94 380       | 43,59        | 94 398      | 44,15       |

#### Quatorzième circonscription
Députée sortante : Anne-Laurence Petel (La République en marche).
| Candidat                 | Candidat                 | Parti et coalition       | Nuance                   | Premier tour | Premier tour | Second tour | Second tour |
| Candidat                 | Candidat                 | Parti et coalition       | Nuance                   | Voix         | %            | Voix        | %           |
| ------------------------ | ------------------------ | ------------------------ | ------------------------ | ------------ | ------------ | ----------- | ----------- |
|                          | Anne-Laurence Petel      | LREM (ENS)               | ENS                      | 14 250       | 29,99        | 24 245      | 56,85       |
|                          | Hélène Le Cacheux        | LFI (NUPES)              | NUP                      | 12 256       | 25,80        | 18 404      | 43,15       |
|                          | Emeline Coch             | RN                       | RN                       | 7 961        | 16,76        |             |             |
|                          | Michel Boulan            | LR (UDC)                 | LR                       | 5 741        | 12,08        |             |             |
|                          | Catie Calbet             | REC                      | REC                      | 2 975        | 6,26         |             |             |
|                          | Alain Kavazian           | LT-LNÉ (TUPV)            | ECO                      | 1 192        | 2,51         |             |             |
|                          | Charlotte de Busschere   | EAC                      | ECO                      | 1 015        | 2,14         |             |             |
|                          | Fabrice Bonin            | LP (UPF)                 | DSV                      | 831          | 1,75         |             |             |
|                          | Valérie Michon           | PA                       | ECO                      | 504          | 1,06         |             |             |
|                          | Cédric Long              | OP (R&PS)                | REG                      | 289          | 0,61         |             |             |
|                          | Anne Roche               | LO                       | DXG                      | 283          | 0,60         |             |             |
|                          | Rémi Bourgarel,          | UCE (ÉMP)                | DVC                      | 212          | 0,45         |             |             |
|                          |                          |                          |                          |              |              |             |             |
| Suffrages exprimés       | Suffrages exprimés       | Suffrages exprimés       | Suffrages exprimés       | 47 509       | 98,38        | 42 649      | 91,68       |
| Votes blancs             | Votes blancs             | Votes blancs             | Votes blancs             | 541          | 1,12         | 2 707       | 5,82        |
| Votes nuls               | Votes nuls               | Votes nuls               | Votes nuls               | 243          | 0,50         | 1 161       | 2,50        |
| Total                    | Total                    | Total                    | Total                    | 48 293       | 100          | 46 517      | 100         |
| Abstention               | Abstention               | Abstention               | Abstention               | 51 003       | 51,36        | 52 796      | 53,16       |
| Inscrits / participation | Inscrits / participation | Inscrits / participation | Inscrits / participation | 99 296       | 48,64        | 99 313      | 46,84       |

#### Quinzième circonscription
Député sortant : Bernard Reynès (Les Républicains).
| Candidat                 | Candidat                 | Parti et coalition       | Nuance                   | Premier tour | Premier tour | Second tour | Second tour |
| Candidat                 | Candidat                 | Parti et coalition       | Nuance                   | Voix         | %            | Voix        | %           |
| ------------------------ | ------------------------ | ------------------------ | ------------------------ | ------------ | ------------ | ----------- | ----------- |
|                          | Romain Baubry            | RN                       | RN                       | 15 296       | 29,52        | 25 640      | 53,85       |
|                          | Marie-Laurence Anzalone  | MoDem (ENS)              | ENS                      | 11 482       | 22,16        | 21 975      | 46,15       |
|                          | Michèle Jung             | LFI (NUPES)              | NUP                      | 9 734        | 18,79        |             |             |
|                          | Bernard Reynès           | LR (UDC)                 | LR                       | 7 470        | 14,42        |             |             |
|                          | Audrey Marchand          | REC                      | REC                      | 3 203        | 6,18         |             |             |
|                          | Nicolas Lapeyre          | LT-LNÉ (TUPV)            | ECO                      | 1 915        | 3,70         |             |             |
|                          | Simone Charin            | DLF (UPF)                | DSV                      | 806          | 1,56         |             |             |
|                          | Mounia Banderier-Zahir   | PP                       | DVG                      | 704          | 1,36         |             |             |
|                          | Sandrine Klein           | PA                       | ECO                      | 455          | 0,88         |             |             |
|                          | Tanguy Vernay            | FÉ                       | DIV                      | 397          | 0,77         |             |             |
|                          | Anne Testut              | LO                       | DXG                      | 354          | 0,68         |             |             |
|                          | Nadia Oukkal             | AC (ÉMP)                 | DVC                      | 0            | 0,00         |             |             |
|                          |                          |                          |                          |              |              |             |             |
| Suffrages exprimés       | Suffrages exprimés       | Suffrages exprimés       | Suffrages exprimés       | 51 816       | 98,03        | 47 615      | 91,74       |
| Votes blancs             | Votes blancs             | Votes blancs             | Votes blancs             | 750          | 1,42         | 3 079       | 5,93        |
| Votes nuls               | Votes nuls               | Votes nuls               | Votes nuls               | 292          | 0,55         | 1 208       | 2,33        |
| Total                    | Total                    | Total                    | Total                    | 52 858       | 100          | 51 902      | 100         |
| Abstention               | Abstention               | Abstention               | Abstention               | 56 435       | 51,64        | 57 379      | 52,51       |
| Inscrits / participation | Inscrits / participation | Inscrits / participation | Inscrits / participation | 109 293      | 48,36        | 109 281     | 47,49       |

#### Seizième circonscription
Députée sortante : Monica Michel (La République en marche).
| Candidat                 | Candidat                     | Parti et coalition       | Nuance                   | Premier tour | Premier tour | Second tour | Second tour |
| Candidat                 | Candidat                     | Parti et coalition       | Nuance                   | Voix         | %            | Voix        | %           |
| ------------------------ | ---------------------------- | ------------------------ | ------------------------ | ------------ | ------------ | ----------- | ----------- |
|                          | Emmanuel Taché de la Pagerie | RN                       | RN                       | 12 324       | 30,86        | 20 820      | 54,94       |
|                          | Christophe Caillault         | PS (NUPES)               | NUP                      | 10 673       | 26,73        | 17 077      | 45,06       |
|                          | Mariana Caillaud             | MoDem (ENS)              | ENS                      | 9 970        | 24,97        |             |             |
|                          | Jean-Guillaume Remise        | REC                      | REC                      | 2 746        | 6,88         |             |             |
|                          | Valérie Laupies              | LP (UPF)                 | DSV                      | 1 440        | 3,61         |             |             |
|                          | Grégory Sanchez              | EAC                      | ECO                      | 1 227        | 3,07         |             |             |
|                          | Cédric Cesari                | PA                       | ECO                      | 607          | 1,52         |             |             |
|                          | Guy Dubost                   | LO                       | DXG                      | 493          | 1,23         |             |             |
|                          | Sylvie Pasquini              | NPA                      | DXG                      | 452          | 1,13         |             |             |
|                          | Jean-Baptiste Meloni         | RN diss.                 | DIV                      | 2            | 0,01         |             |             |
|                          |                              |                          |                          |              |              |             |             |
| Suffrages exprimés       | Suffrages exprimés           | Suffrages exprimés       | Suffrages exprimés       | 39 934       | 97,23        | 37 897      | 90,62       |
| Votes blancs             | Votes blancs                 | Votes blancs             | Votes blancs             | 793          | 1,93         | 2 808       | 6,71        |
| Votes nuls               | Votes nuls                   | Votes nuls               | Votes nuls               | 344          | 0,84         | 1 116       | 2,67        |
| Total                    | Total                        | Total                    | Total                    | 41 071       | 100          | 41 821      | 100         |
| Abstention               | Abstention                   | Abstention               | Abstention               | 50 673       | 55,23        | 49 943      | 54,43       |
| Inscrits / participation | Inscrits / participation     | Inscrits / participation | Inscrits / participation | 91 744       | 44,77        | 91 764      | 45,57       |